# Erik Hørlyck
Advokat (H), dr.jur.h.c. Erik Hørlyck (f. 1943) er juridisk skribent og advokat/partner hos DAHL Advokatpartnerselskab. Siden 1974 har han udgivet over 26 juridiske lærebøger, der har bidraget til videreudviklingen af vigtige juridiske fag, især entrepriseret, udbudsret og selskabsret. En af hans mest kendte værker er den danske monografi  om entrepriseretten, ”Syn og skøn”, 4. udgave, på Jurist- og Økonomforbundets Forlag i 2011.
Erik Hørlyck har været initiativtager til offentliggørelsen af voldgiftskendelser fra Voldgiftsnævnet for byggeri og anlæg i form af afgørelsessamlingen, der anses som et væsentligt bidrag til udviklingen af dansk entrepriseret.
Han udtaler sig også ofte som ekspert i sager om udbudsret - senest i BIOS-sagen.

## Baggrund
Advokat (H), dr.jur.h.c. Erik Hørlyck blev juridisk kandidat ved Aarhus Universitet i 1968 og fik møderet for Højesteret i 1981. I dag er han medlem af Højesteretsskranken.
I 2008 modtog Erik Hørlyck, Dreyers Fonds Hæderspris for sit omfattende forfatterskab inden for fast ejendom og entrepriseretten. Dreyers Fonds Hæderspris tildeles hvert år en advokat og en arkitekt, der har udmærket sig inden for sit felt.

## Æresdoktor
I 2015 blev Erik Hørlyck udnævnt til æresdoktor på Aarhus Universitet med begrundelsen: "Ikke alene har han omfattende praktisk juridisk erfaring, han har også en imponerende videnskabelig ballast med sig fra en flot karriere, hvor hans indsats altid har været kendetegnet ved at have et meget højt niveau, også ifølge international standard". Derfra stammer titlen dr.jur.h.c..
Denne højeste videnskabelige grad tildeles forskere, der skønnes at have gjort sig videnskabeligt fortjent. Kun én advokat har tidligere modtaget prisen, og det var Axel H. Pedersen i 1953.

## Publikationer
- Tilbudsloven, 2002. 3. udgave, 2013
- Entreprenørvederlaget, 2002
- EU-udbud, 1997
- Tilvirkningskøbet, 1996
- Erhvervsdrivende virksomheder, 1994
- Entrepriseretlige noter, 1990
- Interessentskaber og konsortier, 1989. 2. udgave, 1996
- Aktie- og anpartselskaber, 1985
- Syn og skøn, 1982. 5. udgave, 2015
- Totalentreprise, 1981. 3. udgave, 2011
- Dansk andelsret, 1980. 3. udgave, 2000
- Aktieselskaber, 1974 •	Entreprise, 1973. 7. udgave, 2014
- (Medredaktør af) Kendelser om fast ejendom

## References
1. ↑  "Et liv med forskning og praksis". Arkiveret fra originalen 16. september 2016. Hentet 7. september 2016.
2. 1 2  Politiken, Nye æresdoktorer i Aarhus, 19.09.2015
3. ↑  "Erik Hørlyck | Advokaternes HR". Arkiveret fra originalen 14. juni 2016. Hentet 15. juni 2016.
4. ↑  "Kendelser om Fast Ejendom". Arkiveret fra originalen 11. september 2016. Hentet 7. september 2016.
5. ↑  "BIOS-sagen, TV-syd". Arkiveret fra originalen 15. september 2016. Hentet 7. september 2016.
6. 1 2  "Lawyer Erik Hørlyck". Arkiveret fra originalen 8. august 2016. Hentet 15. juni 2016.
7. ↑  "Højesteret - Foreningen Højesteretsskranken". Arkiveret fra originalen 1. november 2016. Hentet 7. september 2016.
8. ↑  "Arkiveret kopi". Arkiveret fra originalen 29. august 2016. Hentet 15. juni 2016.
9. ↑  "Dreyers Fonds Hæderspris overrakt til produktiv, men meget diskret advokat | Dreyersfond". Arkiveret fra originalen 7. august 2016. Hentet 15. juni 2016.
10. ↑  "Axel H. Pedersen på den store danske". Arkiveret fra originalen 15. september 2016. Hentet 7. september 2016.